# Wang Beixing
Wang Beixing (Chinees: 王北星, Harbin, 10 maart 1985) (de familienaam is Wang) is een Chinees voormalig langebaanschaatsster. Ze was gespecialiseerd in de korte afstanden (500 en 1000 meter). Wang werd gecoacht door de Canadese oud-schaatser Kevin Crockett.
Wang Beixing deed vanaf 2003 mee aan de diverse senioren-sprinttoernooien. In 2003 won ze in de B-groep een enkele wereldbekerwedstrijd, maar pas in het seizoen 2004-2005 liet ze zich echt zien. Ze won diverse wereldbekerwedstrijden in de B-groep en stoomde door naar de A-groep, waar ze het seizoen daarna ook hoge ogen gooide.
Tijdens de WK Afstanden in 2005 in Inzell werd Wang verrassend tweede op de 500 meter. Een maand eerder was ze al zesde geworden bij de WK Sprint in Salt Lake City. Op de Olympische Winterspelen van Turijn in 2006 behaalde ze de zevende plaats op de 500 en de 29e positie op de 1000 meter. Op de Aziatische Winterspelen van 2007 in Changchun behaalde Wang twee gouden medailles (500m en 1000m) en een zilveren medaille (100m). In 2009 werd ze Wereldkampioene sprint. Op de Olympische Spelen in Vancouver behaalde ze op de 500 meter de bronzen medaille.

## Records

### Persoonlijke records
| Afstand    | Tijd    | Datum             | Baan           |
| ---------- | ------- | ----------------- | -------------- |
| 500 meter  | 36,85   | 15 november 2013  | Salt Lake City |
| 1000 meter | 1.13,98 | 11 november 2007  | Salt Lake City |
| 1500 meter | 1.59,76 | 29 september 2007 | Calgary        |
| 3000 meter | 4.33,08 | 25 oktober 2003   | Calgary        |

#### Wereldrecords laaglandbaan (officieus)
| Nr. | Afstand     | Tijd   | Datum           | Baan      |
| --- | ----------- | ------ | --------------- | --------- |
| 1.  | 2x500 meter | 76,100 | 30 januari 2007 | Changchun |

## Resultaten
| jaar | WK Sprint | WK Afstanden     | Olympische Spelen |
| ---- | --------- | ---------------- | ----------------- |
| 2005 | 6e        | 500m · 9e 1000m  |                   |
| 2006 | 10e       |                  | 7e 500m 29e 1000m |
| 2007 |           | 500m · 15e 1000m |                   |
| 2008 | NS3       | 500m · 6e 1000m  |                   |
| 2009 | Goud      | 500m · 10e 1000m |                   |
| 2010 |           |                  | 500m · 24e 1000m  |
| 2011 |           | 500m             |                   |
| 2012 | 7e        | 7e 500m          |                   |
| 2013 | 10e       | 500m             |                   |
| 2014 |           |                  | 7e 500m 14e 1000m |